# Музей водопроводу (Кейптаун)
Музей водопроводу — музей в Кейптауні, заснований в 1972 році, розташований на північній стороні Столової гори між Вудхед і Хелі-Хатчінсон водоймами. Заснував музей Теренс Тимона , відставний інженер водопровідник, котрому вдалося зібрати цікаву колекцію щодо водозабезпечення міста та зацікавити нею муніципалітет. Тут розміщена експозиція пам'ятних речей пов'язани з будівництвом дамб поблизу Столової гори, в тому числі чудово відреставрований паровий двигун. Ще наявні численні експонати для водопроводів - оригінальне водне обладнання, ручні інструменти, інструменти, фотографії а також добре зберігся раритетний потяг, якого використовувати для перевезення устаткування зі старої канатної дороги на Кастілпорт (Kasteelpoort).